# Seegefecht im Dynekilen-Fjord
1. Phase: Schwedische Dominanz (1700–1709)
Dänischer Kriegsschauplatz (1700)
Humlebæk • Tönning I 
Livländ./ Estnischer Kriegsschauplatz (1700–1708)
Riga I • Jungfernhof • Varja • Pühhajoggi • Narva • Petschora • Düna • Rauge • Erastfer • Hummelshof • Embach • Tartu • Narva II • Wesenberg I • Wesenberg II
Ingermanländ./ Finnischer Kriegsschauplatz (ab 1701)
Archangelsk • Ladogasee • Nöteborg • Nyenschanz • Newa • Systerbäck • Petersburg • Wyborg I • Porvoo • Newa II • Koporje II • Kolkanpää
Litauisch-weißrussischer Kriegsschauplatz (1702–1706)
Vilnius • Saladen • Jakobstadt • Gemauerthof • Mitau • Grodno I • Olkieniki • Njaswisch • Klezk • Ljachawitschy
Polnischer Kriegsschauplatz (1702–1706)
Klissow • Pułtusk • Thorn • Lemberg • Warschau • Posen • Punitz • Tillendorf • Rakowitz • Praga • Fraustadt • Kalisch 
Russischer Kriegsschauplatz (1708–1709)
Grodno II • Golowtschin • Moljatitschi • Rajowka • Lesnaja • Desna • Baturyn • Koniecpol • Weprik • Opischnja • Krasnokutsk • Sokolki • Poltawa I • Poltawa II
2. Phase: Schweden in der Defensive (1710–1721)
Baltischer und Finnischer Kriegsschauplatz (bis 1714)
Riga II • Wyborg II • Pernau • Kexholm • Reval • Hogland • Pälkäne • Storkyro • Nyslott • Hanko 
Schwed./Norwegischer Kriegsschauplatz (1710–1721)
Helsingborg • Køge-Bucht • Bottnischer Meerbusen • Frederikshald I • Dynekilen-Fjord • Göteborg I • Strömstad • Trondheim • Frederikshald II • Marstrand • Ösel • Göteborg II • Södra Stäket • Grönham • Sundsvall
Norddeutscher Kriegsschauplatz (1711–1716)
Elbing • Wismar I • Lübow • Stralsund I • Greifswalder Bodden I • Stade • Rügen • Gadebusch • Altona • Tönning II • Stettin • Fehmarn • Wismar II • Stralsund II • Jasmund • Peenemünde • Greifswalder Bodden II • Stresow 
Die Seeschlacht im Dynekilen-Fjord war eine Seeschlacht während des Norwegenfeldzugs im Großen Nordischen Krieg. Sie fand am 8. Juli 1716 im Dynekilen-Fjord zwischen einer dänisch-norwegischen Flotte unter dem Kommando von Peter Wessel Tordenskiold und einer schwedischen Flotte unter Führung von Konteradmiral Olof Stromstierna statt. Die schwedische Niederlage in der Schlacht gilt in der Geschichtsschreibung als entscheidender Wendepunkt und Ursache für das Scheitern des ersten norwegischen Feldzugs des schwedischen Königs Karl XII.

## Im Vorfeld
Während des Winters 1715/16 plante Karl, wie schon sein Großvater Karl X. Gustav 1658, mit einer Armee über die zugefrorene Ostsee von Schonen nach Seeland zu marschieren. Der Winter fiel aber mild aus, so dass dieser Plan nicht umsetzbar war, da der Sund nicht zufror. So entschied er sich, auf dem Landweg gegen die dänische Provinz Norwegen zu ziehen. Er konnte das von seinen Einwohnern verlassene Christiania (das heutige Oslo) im dänisch kontrollierten Norwegen erobern und zog dann gegen die Festung Fredrikshald. Im Zuge der Belagerung der Stadt wurde sie von den norwegischen Verteidigern in Brand gesetzt.
In der Zwischenzeit wurde in Göteborg eine Transportflotte ausgerüstet, um der schwedischen Armee Munition, Vorräte und schweres Artilleriegeschütz zuzuführen. Ebenfalls wurde eine Schärenflotte (Galeeren) zusammengestellt, welche den Transportkonvoi abdecken sollte. Zusätzlich sollte die Schiffsartillerie die Festung Fredrikshald von See her beschießen. Die Flotte wurde unter das Kommando des Konteradmirals Olaf Stromstjerna gestellt.
Die Flottille steuerte nach Norden und zwischen dem Svinesund und Strömstad, drei Meilen vor Fredrikshald, erreichte sie den kleinen Hafen Dynekilen. Der lag in einem kleinen Meerbusen und war nur durch einen schmalen Zugang von 160 bis 180 Fuß Breite mit dem Meer verbunden. Auf einer vorgelagerten Insel befand sich zusätzlich eine kleine Festung, die den Verteidigungswert der Bucht noch weiter erhöhte. Diese Festung war mit sechs Zwölfpfund-Kanonen besetzt und konnte jedem Schiff den Eintritt in den Hafen verwehren.
Zur weiteren Entlastung der dänischen Verteidigungskräfte sandte der dänische König Friedrich IV. den Kapitän Peter Tordenskjold mit sieben kleineren Kriegsschiffen Richtung Fredrikshald. Der sollte mit seinen kleinen schnellen Galeeren die Transportschiffe der Flotte angreifen und der belagerten Festung zu Hilfe eilen.
Auf seinem Weg nach Norden nahm er den Schweden einen Hucker und zwei armierte Schaluppen ab. Von einem Kreuzer der großen Flotte erhielt er die Nachricht, dass die Schweden im Dynekilen-Fjord vor Anker gegangen waren. Am Abend des 7. Juli landete er vor dem Fjord an und erfuhr von einigen Fischern, dass die Flotte aus etwa 40 bis 50 Schiffe bestünde. Ebenfalls waren alle Schiffe, auch die Transportschiffe, mit Kanonen bestückt worden. Unter den Schiffen befanden sich elf ganze und halbe Galeeren. Die Fischer erzählten dem Kapitän auch, dass ein großer Teil der schwedischen Offiziere zu einer Hochzeit eingeladen wäre. Die anderen Offiziere waren ebenso vom Dienst abwesend, da sie vom Konteradmiral zum Abendessen eingeladen worden waren. Tordenskjold berief sofort einen Kriegsrat ein. Gemeinsam mit seinen Offizieren beschloss er, am folgenden Morgen die Flottille im Hafen anzugreifen.

## Die Seeschlacht
Am 8. Juli um acht Uhr morgens manövrierte er auf der Fregatte Hvide-Örn seine Flotte in den Fjord. Die Besatzung der Insel feuerte unentwegt auf die Schiffe; die waren aber sehr schnell und wendig und konnten die Engstelle nahe der Insel rasch passieren.
Im Fjord näherte er sich mit seinen Schiffen den Schweden auf Schussdistanz und begann als erstes das Flaggschiff der Schweden, die Stenbocken unter dem Kommando von Admiral Stromstjerna, anzugreifen.
Die Schiffe der dänischen Flotte nahmen nacheinander jedes schwedische Schiff unter Beschuss. Gegen drei Uhr nachmittags waren alle schwedischen Schiffe von ihren Mannschaften verlassen und teilweise in Brand gesetzt worden. Nachdem die vorgelagerte Insel ebenfalls von den dänischen Matrosen erobert worden war und deren Kanonen unbrauchbar gemacht worden waren, konnte der Kapitän mit der Rettung der in Brand gesteckten und auf Grund gejagten schwedischen Schiffe beginnen.
Mit jeweils einer Notbesatzung wurde ein Schiff nach dem anderen aus dem engen Fjord geführt. Während der Bergung der Schiffe wurden die Dänen fortwährend von schwedischen Soldaten an Land beschossen. Am Ausgang des Sunds versuchten die schwedischen Truppen ihre Artillerie nochmals so in Stellung zu bringen, dass sie die Dänen am Verlassen des Fjordes hindern könnten. Die waren aber zu schnell und gegen zehn Uhr abends waren alle Schiffe aus dem Fjord geführt und teilweise auf dem Weg nach Kopenhagen.
Dem schwedischen Admiral blieb kein Schiff, so dass er vorübergehend im Fjord festsaß.

## Die beteiligten Schiffe

### Dänische Flottille
- Fregatte Hvide-Örn (diese schwedische Fregatte hatte Tordenskjold bei Bülk gekapert)[3]
- Stückprahmen Arche Roa[3]
- Stückprahmen Hjelperen[3]
- Galeere Prinz Christian[3]
- Galeere Lovisa[3]
- Galeere Charlotta Amalia[3]
- Galeote Windhunden[3]

### Schwedische Flotte
- Stückprahmen Stenbocken – gekapert[1]
- Galeere Proserpina – gekapert[1]
- Galeere Ulysses – gekapert[1]
- Galeere Lucrezia – gekapert[1]
- Galeere Wenden – versenkt[1]
- Galeere Hekla – versenkt[1]
- Galeere Kastor – versenkt[1]
- Galeote Skildpadden – versenkt[1]
- Halbgaleere Achilles – gekapert[1]
- Halbgaleere Pollux – gekapert[1]
- Halbgaleere Hektor – gekapert[1]
- Halbgaleere Björnen – gekapert[1]
- Halbgaleere Sorte-Maren – gekapert[1]
- Doppelschaluppe ? – gekapert[1]
- Stromboot ? – gekapert[1]
- 28 Transportboote (davon 19 gekapert und 9 versenkt)[1]

## Die Folgen
Kapitän Tordenskjold wurde als Retter Norwegens und Tröster der Einwohner von Frederikshald gefeiert, denn der schwedische König Karl XII. brach die Belagerung der Stadt nach der Niederlage in Dynekilen ab und zog sich auf schwedisches Territorium zurück. Am 18. Juli war der Norwegenfeldzug beendet. Nach eigenen Angaben hatte der schwedische König über 4000 (nach anderen Quellen über 6000 Mann) verloren.